# Gelis cushmani
Gelis cushmani är en stekelart som beskrevs av Carlson 1979. Gelis cushmani ingår i släktet Gelis och familjen brokparasitsteklar. Inga underarter finns listade i Catalogue of Life.